# Sergio Llull
Sergio Llull Melià (1987. november 15. –) spanyol profi kosárlabdázó, a spanyol Liga ACB-ben és az Euroligában szereplő Real Madrid csapatkapitánya .
Lullt kétszer választották be az EuroLeague Első vagy Második Csapatába, a 2016–17 szezonban pedig a legértékesebb játékosnak járó díjat is megkapta. A spanyol nemzeti csapatta nyert három Európa-bajnokságot, egy világbajnokságot és kétszer pedig érmet szerzett az Olimpiai játékokon.